# Ясвіли (гміна)
Гміна Ясвіли (пол. Gmina Jaświły) — сільська гміна у східній Польщі. Належить до Монецького повіту Підляського воєводства.
Станом на 31 грудня 2011 у гміні проживало 5423 особи.

## Територія
Згідно з даними за 2007 рік площа гміни становила 175.41 км², у тому числі:
- орні землі: 86.00%
- ліси: 8.00%

Таким чином, площа гміни становить 12.69% площі повіту.

## Населення
Станом на 31 грудня 2011:
| Опис     | Загалом | Загалом | Чоловіки | Чоловіки | Жінки | Жінки |
| -------- | ------- | ------- | -------- | -------- | ----- | ----- |
| одиниця  | осіб    | %       | осіб     | %        | осіб  | %     |
| все      | 5423    | 100     | 2786     | 51.37    | 2637  | 48.63 |
| міське   | 0       | 100     | 0        |          | 0     |       |
| сільське | 5423    | 100     | 2786     | 51.37    | 2637  | 48.63 |

## Сусідні гміни
Гміна Ясвіли межує з такими гмінами: Ґоньондз, Корицин, Монькі, Суховоля, Штабін, Ясьонувка.